# Anton Praetorius
Anton Praetorius (Lippstadt, 1560 — Laudenbach (Baden), 6 de dezembro de 1613) foi um pastor e teólogo alemão calvinista, escritor e que falou contra os processos a bruxas e a tortura neles aplicada.

## Primeiros anos de vida

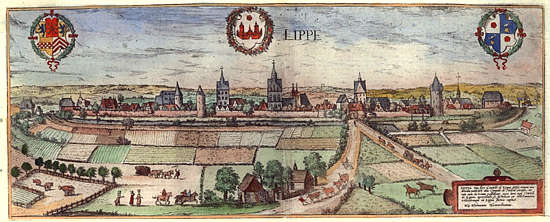
Lippstadt

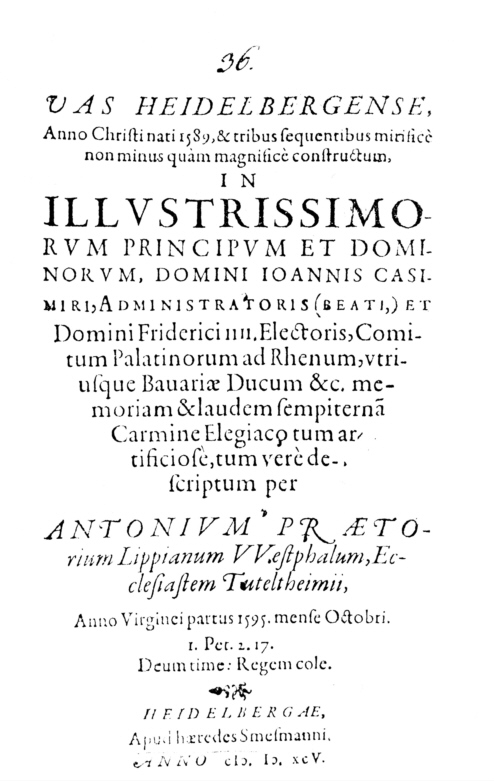
Praetorius: descrição enormes barris de vinho de Heidelberg

Em 1586, a sua esposa Maria trouxe o filho Johannes ao mundo em Kamen, Alemanha.
Anton Praetorius esteve como primeiro pastor calvinista em Dittelsheim, aonde ele escreveu, no ano de 1595, a primeira descrição em latim do "1. Großen Fasses“ (um de três enormes barris para 127.000 litros de vinho) no castelo de Heidelberg.

## Lutador contra aos processos as bruxas e a tortura
Em 1596, ele foi capelão da corte do principado de Birstein (perto de Frankfurt am Main).
Em 1597, o príncipe  chamou Praetorius como membro do Tribunal contra a bruxaria. Praetorius protestou contra a tortura e conseguiu o acabamento do processo e assim que  a mulher que estava sendo acusada da bruxaria foi libertada. É o único caso conhecido em que um sacerdote durante um processo contra uma feiticeira exigiu o terminus da tortura inumana e que teve êxito.

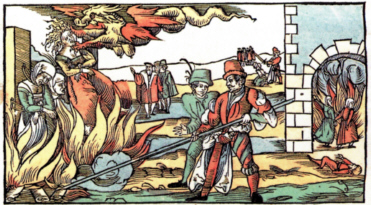
Tribunal contra a bruxaria

Praetorius perdeu a sua missão como capelão do corte do príncipe e foi depois, a partir de 1598, pastor em Laudenbach (Bergstraße).
Publicou, sob o pseudónimo do seu filho Johannes Scultetus, em 1598, o livro “Gründlicher Bericht von Zauberey und Zauberern” (“Relatório profundo da magia, mágicos e feiticeiros”) contra a quimera da bruxaria e tortura.

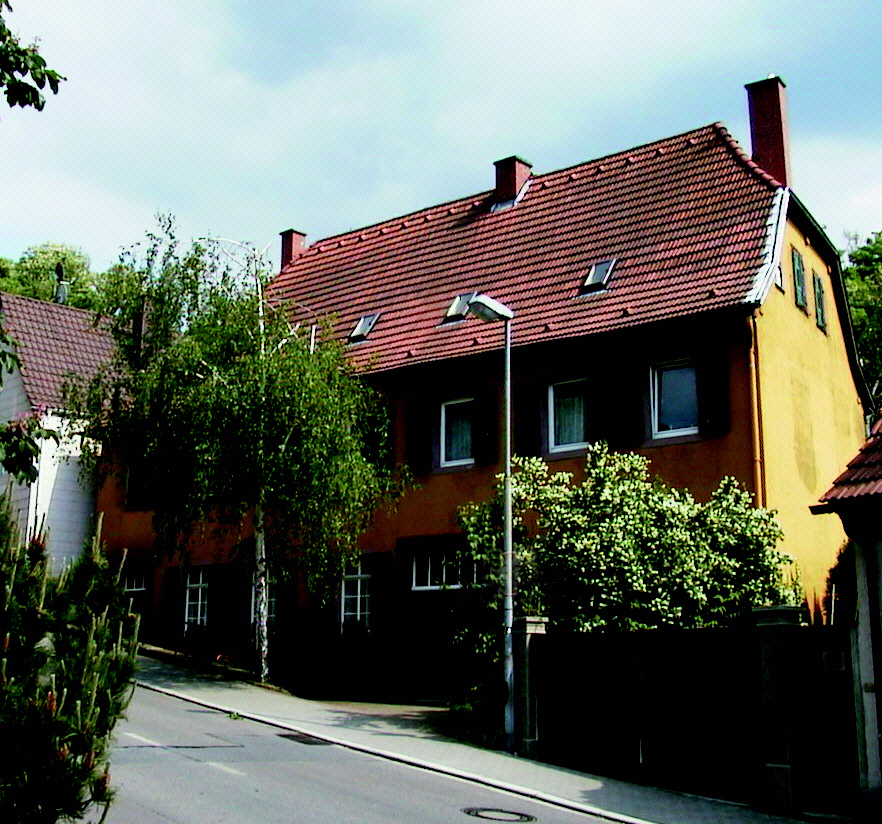
Casa do pastor em Laudenbach

Em 1602, Praetorius  teve a coragem de publicar a segunda edição do profundo relatório com o seu próprio nome. Em 1613, ano de sua morte, foi publicado a terceira edição com um prefacio pessoal.
Em 1629, desconhecidos publicaram a quarta edição do “Relatório profundo da magia, mágicos e feiticeiros”.

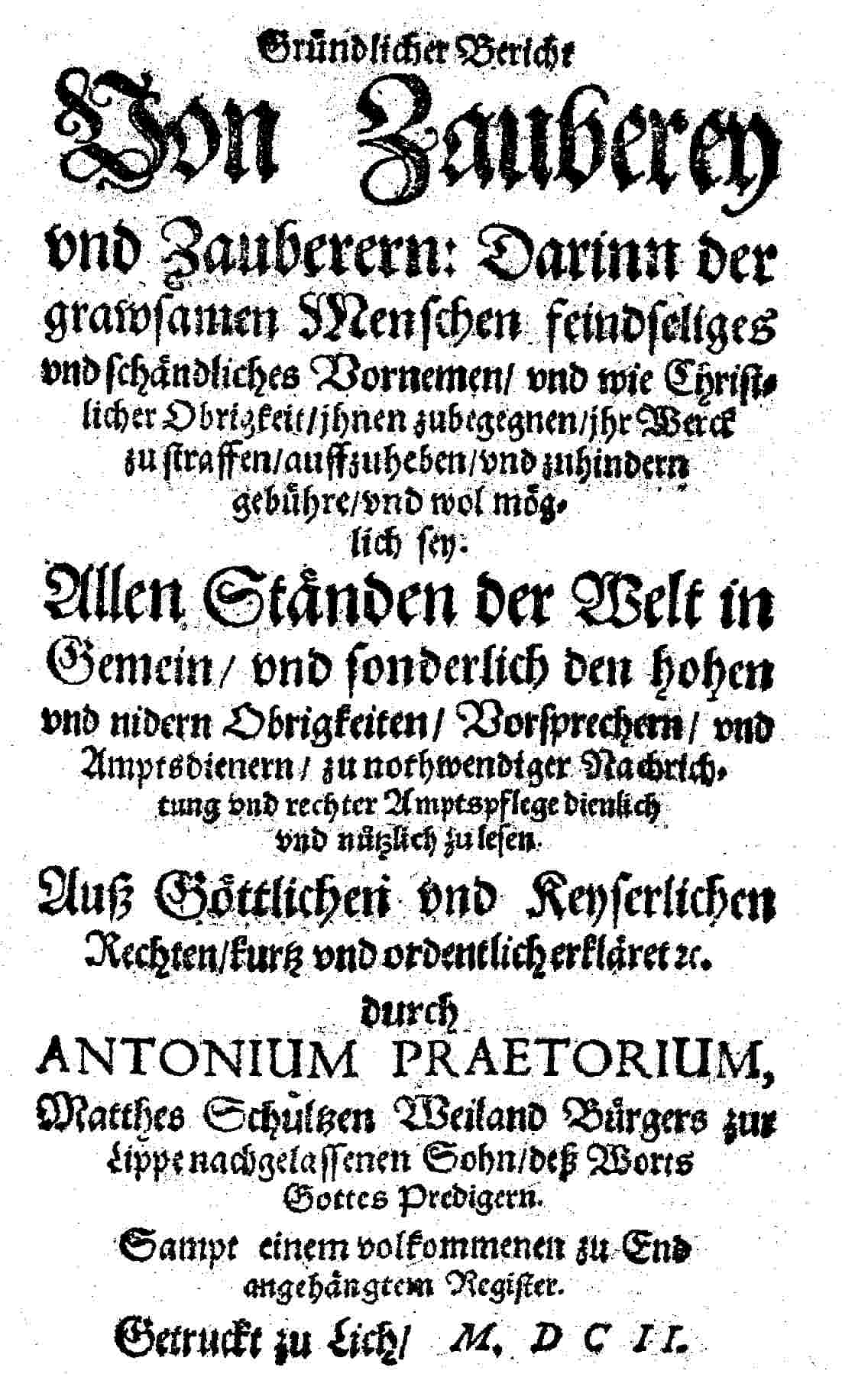
Praetorius: Relatório profundo da magia 1602

## Obras publicadas de Praetorius
- Vas Heidelbergense, Heidelberg Outobro 1595
- “Gründlicher Bericht von Zauberey und Zauberern” (“Relatório profundo da magia, mágicos e feiticeiros”) de Jaonnem Scultetum Westphalocamensem, Lich, 1598 (Johannes Scultetus e um pseudónimo para Anton Praetorius)
- “Relatório profundo da magia, mágicos e feiticeiros” : um explicação curta e metódica de

Anton Praetorius, Lich, 1602. Novas edições 1613 e 1629
- De Sacrosanctis Sacramentis novi foederis Jesu Christi, Lich 1602